# Nowa Synjawka
Nowa Synjawka (ukrainisch Нова Синявка; russisch Новая Синявка Nowaja Sinjawka, polnisch Sieniawa Nowa) ist ein Dorf im Osten der ukrainischen Oblast Chmelnyzkyj mit etwa 930 Einwohnern (2015) und einer Fläche von 5,991 km².
Das erstmals 1520 schriftlich erwähnte Dorf liegt auf einer Höhe von 263 m an der Mündung der 56 km langen Ikwa (Іква) in den Südlichen Bug, 11 km südöstlich vom Gemeinde- und Rajonzentrum Stara Synjawa und etwa 70 km nordöstlich vom Oblastzentrum Chmelnyzkyj.
Westlich vom Dorf verläuft die Territorialstraße T–23–18.
Am 13. August 2015 wurde das Dorf ein Teil der neugegründeten Siedlungsgemeinde Stara Synjawa, bis dahin bildete es zusammen mit den Dörfern Lypky (Липки) und Perekora (Перекора) die gleichnamige Landratsgemeinde Nowa Synjawka (Новосинявська сільська рада/Nowosynjawska silska rada) im Osten des Rajons Stara Synjawa.
Am 17. Juli 2020 kam es im Zuge einer großen Rajonsreform zum Anschluss des Rajonsgebietes an den Rajon Chmelnyzkyj.